# Isole Kamennye
Le isole Kamennye (in russo Каменные острова, Kamennye ostrova, in italiano "isole di pietra") sono un gruppo di isole russe bagnate dal mare di Kara.
Amministrativamente fanno parte del distretto di Tajmyr del Territorio di Krasnojarsk, nel Circondario federale della Siberia.

## Geografia
Le isole sono situate poco a ovest del golfo della Pjasina, delle isole Zveroboj e delle isole Labirintovye, a sud-ovest delle isole Plavnikovye e circa 11 km a nord (nel punto più vicino) della costa di Pëtr Čičagov (берег Петра Чичагова, bereg Petra Čičagova), nella parte occidentale della penisola del Tajmyr. Fanno parte della Riserva naturale del Grande Artico.
Sulle isole non è presente una popolazione permanente, ma ci sono alcune strutture per la pesca.
Si tratta di 4 isole principali e di altre piccole isole, alcune delle quali senza nome individuale, che si sviluppano da nord-ovest a sud-est e sono separate dal continente dallo stretto di Kuročkin (пролив Курочкина, proliv Kuročkina). Il punto più alto del gruppo è di 159 m s.l.m. sull'isola Zapadnyj Kamennyj.
Il territorio è coperto da vegetazione tipica della tundra.
In particolare, le isole sono:
- Isola Zapadnyj Kamennyj (остров Западный Каменный), la più occidentale, nonché quella con l'elevazione maggiore. Ha una forma rotondeggiante con un diametro di circa 8,5 km. Sono presenti alcuni corsi d'acqua che sfociano in tutte le direzioni; per la maggior parte si tratta di piccoli fiumi stagionali, ma ci sono anche alcuni fiumi permanenti che hanno la foce rivolta a est. I laghi sono numerosi ma quasi tutti (solo 2 si trovano a nord) concentrati lungo la costa orientale. 74°05′27″N 82°34′33″E
- Isola Vostočnyj Kamennyj (остров Восточный Каменный), la più grande del gruppo. Ha una vaga forma triangolare con la "base" a nord e il "vertice" a sud; ha una lunghezza massima di 17 km e una larghezza di 9 km. L'altezza massima è di 46 m s.l.m. Anche qui sono presenti numerosi corsi d'acqua per gran parte stagionali. I laghi sono una decina, tutti di piccole dimensioni. Il più grande si trova a ovest, all'inizio di una delle lingue di sabbia che prolungano i vertici della "base" dell'isola; gli altri sono concentrati sulla lingua di sabbia nord-orientale. Questa striscia di sabbia, insieme a quella che parte dal vertice meridionale, formano il golfo Tjulenij. 74°06′00″N 83°17′40″E
- Isola di Rastorguev (остров Расторгуева), la terza partendo da ovest (74°00′00″N 84°09′00″E). Ha una forma allungata e misura circa 15 km. Il territorio è pianeggiante nella parte centrale e si innalza fino a 95 m in quella occidentale e fino a 132 m in quella orientale (monte Kolomejcev). Da queste alture partono numerosi corsi d'acqua stagionali. Al centro invece si trovano 3 laghi (Ilistoe, Zimovočnoe e uno senza nome). Altri piccoli laghi si trovano sul promontorio sabbioso che si allunga nel nord-est dell'isola e forma la baia Morjana. All'estremità del promontorio c'è uno scoglio senza nome. Altri piccoli scogli e isolette, alcuni dei quali senza nome, prolungano il promontorio. Da ovest a est, sono:
  - Isola Korotkij (остров Короткий), poco a nord del promontorio. Due scogli senza nome si trovano ancora più a ovest. 74°02′33″N 84°24′02.52″E
  - Isola Protočnyj (остров Проточный), a ovest del promontorio. 74°01′49.44″N 84°27′57.42″E
  - Isola Pljažnyj (остров Пляжный), con un isolotto senza nome a est. 74°01′31.8″N 84°34′42.78″E
  - Isola Uzornyj (остров Узорный), a nord di Pljažnyj, con un isolotto senza nome a sud-ovest. 74°02′56.76″N 84°35′29.76″E
  - Isole Drojnjaški (острова Двойняшки), 2 piccole isole a est di Pljažnyj. 74°01′29.064″N 84°43′49.08″E
  - Isola Plato (остров Плато), a nord delle Drojnjaški, con un isolotto senza nome a ovest. 74°02′58.812″N 84°44′21.23″E
  - Isola Kupol (остров Купол), a est di Plato. 74°03′05.616″N 84°50′14.712″E
  - Isola Dolgij (остров Долгий), a sud-est di Kupol, con un'isoletta senza nome a est. 74°02′05.82″N 84°53′27.6″E
  - Scoglio Južnaja (скала Южная), molto isolato, a nord di Kupol. 74°07′31.26″N 84°49′42.564″E
- Isola Moržovo (остров Моржово), la più piccola delle 4 isole maggiori e la più vicina alla terraferma (11 km); è situata 14 km a sud-est di Rastorguev. Ha una forma leggermente allungata, misura 4,4 km di lunghezza e 2,4 km di larghezza. L'altezza massima raggiunge gli 80 m s.l.m. Ha uno sviluppo costiero di 13,5 km. La costa è ripida e si innalza fino a 20 m nel sud, e fino a 12 m nell'ovest, dove è anche molto frastagliata; nel sud-est è piatta. A nord e a est si aprono delle piccole baie. Sono presenti alcuni fiumi stagionali. 73°51′00″N 84°44′00″E

## Storia
Le isole sono state scoperte nel 1900-1903 dalla spedizione polare russa dell'Accademia delle Scienze, guidata dal barone Ėduard Vasil'evič Toll' con la partecipazione dell'ammiraglio Aleksandr Vasil'evič Kolčak.
L'isola di Rastorguev è stata così chiamata in onore del sergente cosacco Stepan Innokent'evič Rastorguev, che aveva partecipato alla spedizione Toll'.